# Giro podaljšana kvadratna bikupola
| Giro podaljšana kvadratna bikupola | Giro podaljšana kvadratna bikupola |
| ---------------------------------- | ---------------------------------- |
| Rhombohedron                       |                                    |
| Vrsta                              | Johnsonovo telo J44-J45-J46        |
| Stranske ploskve                   | 3.8 trikotnikov 2+8 kvadratov      |
| Robovi                             | 56                                 |
| Oglišča                            | 24                                 |
| Dualni polieder                    | -                                  |
| Simetrijska grupa                  | D4                                 |
| Lastnosti                          | konveksna,kiralna                  |

Giro podaljšana kvadratna bikupola je eno izmed Johnsonovih teles (J45). Kot že ime nakazuje, jo lahko dobimo z giro podaljševanjem (glej Johnsonovo telo) kvadratne bikupole (J28 ali J29) tako, da dodamo osemstrano antiprizmo med njeni skladni polovici.
V letu 1966 je Norman Johnson (rojen 1930) imenoval in opisal 92 teles, ki jih sedaj imenujemo Johnsonova telesa.